# Запис храст код цркве (Марковац)
Запис храст код цркве (Марковац) се налази на парцели чији је власник Српска православна црква.

## Локација
| Општина             | Младеновац                                                                  |
| Катастарска општина | Марковац                                                                    |
| Потес               | Деспота Стефана Лазаревића                                                  |
| Координате          | 44° 23′ 33″ С; 20° 38′ 38″ И / 44.392400000000002° С; 20.643799999999999° И |
| Надморска висина    | 166m                                                                        |

## Карактеристике
Дендрометријске вредности утврђене на терену и сателитским снимцима:
| Стабло                     | Храст |
| Висина стабла              | m     |
| Обим дебла                 | m     |
| Пречник крошње             | 20m   |
| Пречник дебла              | m     |
| Висина дебла до прве гране | m     |

## База записа
Запис је у оквиру Викимедија пројекта "Запис - Свето дрво" заведен под редним бројем 0967.